# Ель-Кріб
Ель-Кріб (араб. الكريب) — місто в Тунісі. Входить до складу вілаєту Сільяна. Станом на 2004 рік тут проживало 7 811 осіб.